# Tosa (domena feudalna)

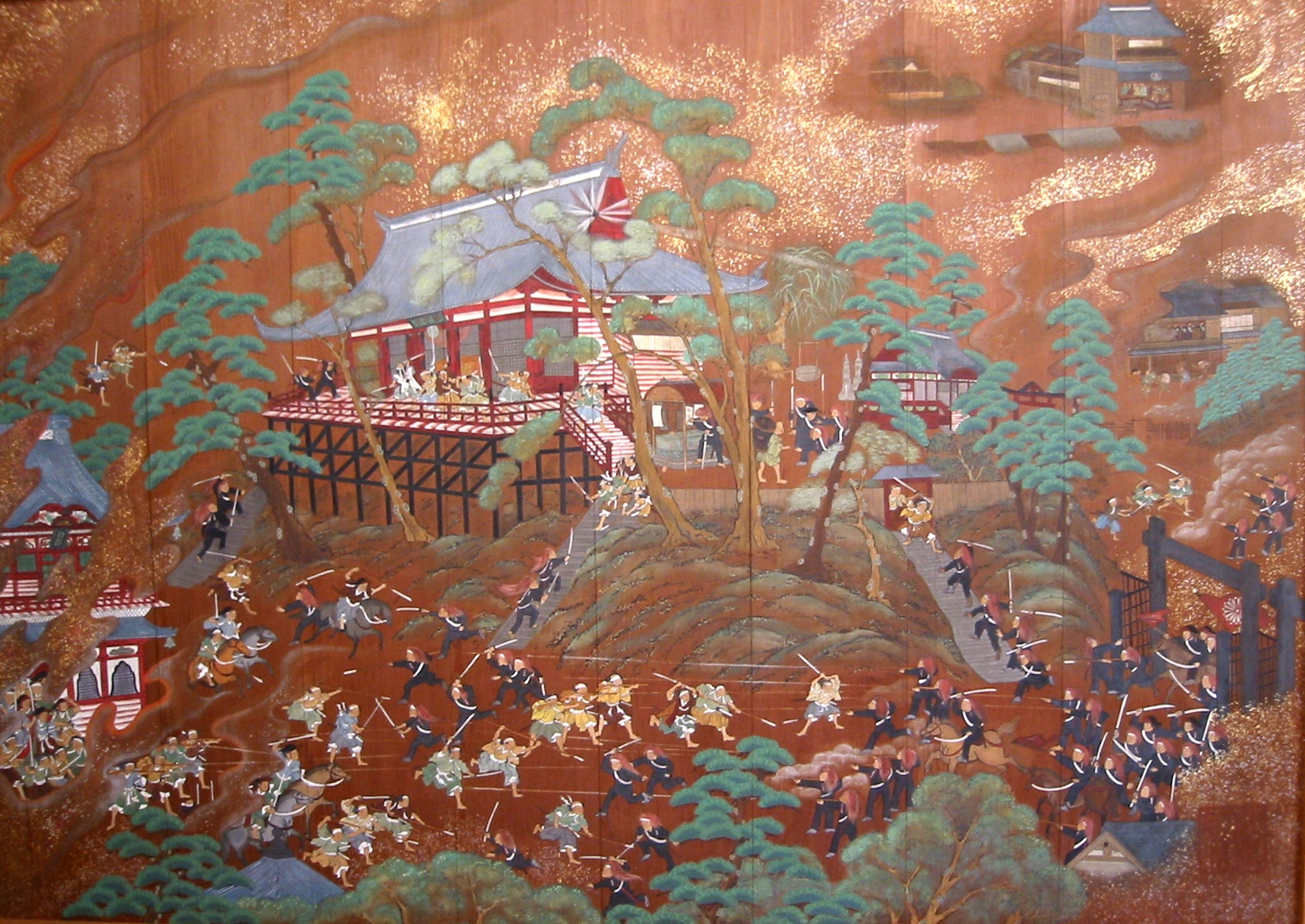
Żołnierze wyposażeni w nakrycia głowy typu shaguma podczas bitwy pod Ueno, wojna boshin (1867-68).

Tosa (jap. 土佐藩 Tosa-han), także Kōchi (jap. 高知藩 Kōchi-han) – domena feudalna w Japonii funkcjonująca w okresie Edo. Obejmowała całe terytorium prowincji Tosa (obecnie prefektura Kōchi), a jej siedziba administracyjna znajdowała się w Kōchi. Domeną zarządzał ród Yamanouchi.